# Ewa Wasilewska
Ewa Justyna Borkowska-Wasilewska, née le 7 janvier 1967 à Giżycko, est une patineuse de vitesse polonaise.

## Palmarès

### Jeux olympiques d'hiver
| Épreuve / Édition   | 500 mètres | 1 000 mètres | 1 500 mètres | 3 000 mètres | 5 000 mètres | Mass start                       | Poursuite par équipes            |
| JO 1992 Albertville | —          | 18e          | 14e          | 24e          | —            | Épreuve inexistante à cette date | Épreuve inexistante à cette date |
| JO 1994 Lillehammer | —          | —            | 18e          | 16e          | —            | Épreuve inexistante à cette date | Épreuve inexistante à cette date |

Légende :
- : première place, médaille d'or
- : deuxième place, médaille d'argent
- : troisième place, médaille de bronze
- : pas d'épreuve
- — : Non disputée par le patineur
- DSQ : disqualifiée